# Skedskapania
Skedskapania (Scapania kaurinii) är en levermossart som beskrevs av Elling Ryan. Skedskapania ingår i släktet skapanior, och familjen Scapaniaceae. Enligt den finländska rödlistan är arten sårbar i Finland. Enligt den svenska rödlistan är arten otillräckligt studerad i Sverige. Arten förekommer i Övre Norrland. Artens livsmiljö är våtmarker i fjällen (myrar, stränder, snölegor).